# لولوبة درنية
لولوبة درنية (الاسم العلمي:Spiranthes tuberosa) هي نوع من النباتات يتبع جنس اللولوبة من الفصيلة السحلبية.